# VfR Bürstadt
Der VfR 1910 Bürstadt ist ein Fußballverein aus Bürstadt.

## Geschichte
Der Verein wurde am 1. Februar 1910 als SC 1910 Bürstadt gegründet und am 23. August 1919 in VfR Bürstadt umbenannt. In seinen ersten Jahren spielte der Verein meist unterklassig. Lediglich in der Saison 1932/33 tauchten die Bürstädter in der (damals erstklassigen) Bezirksliga Main/Hessen auf, verpassten aber die Qualifikation zur 1933 eingeführten Gauliga Südwest um drei Punkte. 1942 hatte der VfR seine einzige Chance, in die Gauliga aufzusteigen, scheiterte aber mit nur einem Sieg aus sechs Spielen in der Aufstiegsrunde.

Altes Vereinswappen VfR OLI Bürstadt

Nach dem Zweiten Weltkrieg wurden alle Bürstädter Sportvereine der Stadt aufgelöst und mit der SG Bürstadt ein lokaler Großverein gegründet. Bald kehrte man aber zum Namen des alten Vereins zurück.
1967 stieg der VfR in die Gruppenliga Süd ab. Danach begann die Ära Lothar Buchmann. Der Trainer (und zunächst auch noch Spieler) führte den VfR sofort zurück in die Hessenliga. Von dort aus ging es weiter aufwärts. Die Hessenligasaison 1971/72 stand ganz im Zeichen des VfR Bürstadt. Mit neun Siegen in Folge untermauerten die Bürstädter ihren Führungsanspruch, feierten Meisterschaft und Aufstieg in die zweitklassige Regionalliga Süd.
Zwei Jahre lang blieben die Bürstädter in den unteren Tabellenregionen der damals zweitklassigen Regionalliga, daher konnten sie sich 1974 nicht für die neu gegründete 2. Bundesliga qualifizieren.
Nach Abschluss der Saison 1974/75 stand der VfR jedoch im Endspiel um die deutsche Amateurmeisterschaft und besiegte den SC Victoria Hamburg mit 3:0 dank dreier Treffer des legendären „Hexers“ Karl-Heinz Vogt. Folgendes Team errang unter Trainer Lothar Buchmann den Titel: Manfred Neuwinger – Rudolf Geier – Bernd Walz, Ludwig Reinhardt, Klaus Gleim  – Reinhard Grimm, Jürgen Groh, Kurt Köhle – Ramon Berndroth (84. Guido Stetter), Karl-Heinz Vogt, Erich Schmiedl. In den Jahren 1976 und 1986 erreichte der Verein erneut das Finale dieses Wettbewerbs, unterlag aber jeweils gegen SV Holzwickede bzw. BVL Remscheid.
Gefeiert wurde erneut 1977, als die Hessenmeisterschaft eingefahren wurde und Bürstadt zur Saison 1977/78 in die Zweite Liga Süd aufstieg. Nach nur einem Jahr ging es aber wieder in die Hessenliga zurück. In insgesamt vier Zweitliga-Jahren stieg der VfR drei Mal direkt ab – 1978 und 1985 jeweils als Drittletzter der Tabelle, 1981 als Tabellendreizehnter nur aufgrund einer Ligareform. Lediglich in der Saison 1979/80 schafften die Hessen den Klassenverbleib in der 2. Bundesliga.
Von 1985 bis 2002 spielte der VfR mit wenigen Unterbrechungen in der Amateur-Oberliga bzw. Oberliga Hessen. In finanzieller Hinsicht musste er der Vergangenheit Tribut zollen. Weil die Steuerschuld drückte, trat 2002 der sogenannte Heimfall ein: die Stadt Bürstadt kaufte das Vereinsgelände. Sechs Jahre später meldeten die Sozialversicherungsträger Ansprüche gegenüber dem Verein an. Dadurch musste der VfR Konkurs anmelden. In der Saison 2008/09 spielte der VfR Bürstadt in der Kreisliga, als Tabellenzweiter schaffte er den Aufstieg in die achtklassige Kreisoberliga, in welcher der Verein in der Saison 2009/10 den 6. Platz belegte. 2010/11 gelang dem VfR als Meister der Kreisoberliga der Aufstieg in die siebtklassige Gruppenliga Darmstadt. Dort errang er in der Saison 2012/13 die Meisterschaft, was den Aufstieg in die Verbandsliga bedeutete. Als Aufsteiger gestartet, stand der VfR Bürstadt bereits zwei Spieltage vor Ende der Saison 2013/14 als Meister der Fußball-Verbandsliga Süd fest und schaffte damit die sportliche Voraussetzung zum Hessenliga-Aufstieg. Auf diesen wurde, nicht zuletzt aus finanziellen Überlegungen, jedoch verzichtet und das Team stattdessen sogar freiwillig in die zwei Klassen tiefere Kreisoberliga Bergstraße zurückgezogen. In der Saison 2014/15 belegte der VfR Bürstadt dort den 15. Tabellenplatz und sicherte sich in der Relegation gegen FC Alemannia Groß-Rohrheim den Klassenerhalt. Die Saison 2015/16 beendete der Verein auf dem 10. Tabellenplatz. 2022 stieg der VfR in die Kreisliga A Bergstraße ab. 2025 folgte dann sogar der Abstieg in die zehntklassige Kreisliga B.
Der VfR Bürstadt war einer der wenigen deutschen Fußballvereine, der seine Namensrechte an einen externen Sponsor (den Geschirrfabrikanten Otto Limburg aus Bürstadt-Bobstadt) verkaufte, um weiterhin hochklassig zu spielen. In ihrer erfolgreichsten Zeit spielten die Schwarzweißen vom 1. Juli 1973 an bis zum Konkurs des Sponsors (1982) daher unter dem Namen VfR 1910 OLI Bürstadt. Der VfR OLI Bürstadt hält bis heute den Rekord des höchsten Auswärtssieges in der 2. Bundesliga. Am 22. April 1978 gewann der VfR mit 9:0 beim FK Pirmasens.

## Stadion

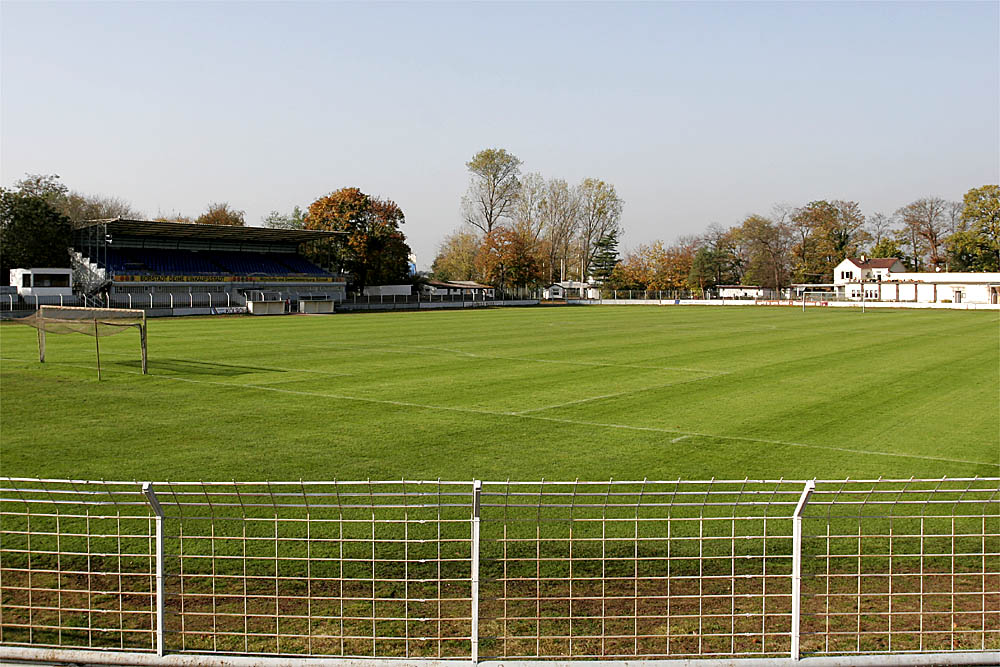
Robert-Kölsch-Stadion

Die Spielstätte des Vereins ist seit 1923 das 12.000 Zuschauer fassende Robert-Kölsch-Stadion. Das ehemalige Waldstadion wurde  1990 nach dem langjährigen Gönner Robert Kölsch (1915–2010) benannt.
Die Tribüne im Besitz der Stadt Bürstadt wurde im Juli 2019 abgerissen, um dort zwei Kunstrasenplätze anzulegen und ein Gebäude eines als Teil des neuen Sport- und Bildungscampus‘ zu errichten.

## Bekannte ehemalige Spieler
- Ramon Berndroth
- Udo Böhs
- Lothar Buchmann
- Radomir Dubovina
- Otto Frey
- Bernd Gerber
- Bernd Gramminger
- Jürgen Groh
- Knut Hahn
- Uwe Hahn
- Lutz Hofmann
- Hans-Otto Jordan
- Kurt Kowarz
- Peter Löhr
- Franz Ludwig[2]
- Werner Martin
- Jennifer Meier
- Georg Müllner
- Jürgen Nachtmann
- Ali Özgün
- Sergio Peter
- Rafael Sanchez
- Josef Sarroca
- Horst Schauß
- Klaus Schlappner
- Peter Schwarz
- Jürgen Stars
- Guido Stetter
- Jürgen Strack
- Denni Strich
- Djuradj Vasic
- Karl-Heinz Vogt
- Helmut Vorreiter